# Piel (telenovela)
Piel es el nombre de una telenovela venezolana, producida y realizada por la extinta productora Marte Televisión en 1992 y transmitida por la cadena Venevisión entre el 5 de octubre de 1992 y el 28 de mayo de 1993. 
La historia fue escrita por César Miguel Rondón y los protagonistas son José Luis Rodríguez, Alba Roversi, Eduardo Serrano y Astrid Gruber.

## Sinopsis
La antigua rivalidad de dos familias altera la tranquilidad de un pueblo pesquero venezolano. En medio de esta rivalidad se encuentra Camila Volcán (Alba Roversi), una niña que es la hija de los jefes de estas dos familias enfrentadas. Camila crecerá y se convertirá en una bella mujer y en una ambiciosa reportera. 
Dolorosamente abandonada por su primer amor, Camila dará a luz a una niña y se convertirá en una exitosa profesional. Junto con el éxito llegará nuevamente el amor a su vida, conocerá al reportero Vicente Matamoros (José Luis Rodríguez). 
Pero la sangre de la familia que Camila nunca conoció la persigue, debiendo lidiar con duras confrontaciones, muertes, pasiones ocultas y dolorosos secretos. Todos estos hechos podrán destruirla o la convertirán en una mujer más fuerte y ambiciosa.

## Elenco
- José Luis Rodríguez (Vicente)
- Alba Roversi (Camila)
- Eduardo Serrano (Max)
- Astrid Gruber (Octavia / Diana)
- Manuel Salazar
- Juan Carlos Gardié
- Miguel Ferrari (Agustín)
- Mirtha Pérez
- Alma Ingianni
- Betty Ruth (Altagracia)
- Luis de Mozos
- Pedro Rentería
- Martín Lantigua (Clemente)
- Herminia Martínez (Carlota Guayabal)
- Cosme Cortázar
- Yanis Chimaras
- Eric Noriega
- Yajaira Paredes
- Jenirá Blanco
- Alberto Sunshine
- Beatriz Fuentes
- Javier Paredes
- Natalia Fuenmayor
- Joana Benedek (Sandra)
- Roxana Chacón (Daria)
- Carlos D. Alvarado
- Rolando Padilla
- William Mujica
- Antonieta Colón
- Oscar Abad
- Mario Balmaceda
- Santos Camargo
- Mayra Africano
- Vilma Ramia
- Beatriz Valdés
- Nancy Toro
- Carla Daboín
- Antonio Cuevas
- Alfredo Sandoval

## Datos
- El día domingo 25 de octubre de 1992 Venevisión transmitió a las 21:00h (9:00 p. m.) un capítulo especial de esta telenovela. Al día siguiente, se consumó el cambio de horario de transmisión a las 9:00 p. m.; trasladándose Divina Obsesión a la 1:00 p. m. y Por Amarte Tanto a las 10:00 p. m.
- Cuando Marte Televisión retransmitió esta telenovela como canal de televisión la renombró como Camila Volcán.